# Tabuleiro
Tabuleiro é um município brasileiro do estado de Minas Gerais.

## História
A cidade se originou do povoado de Bom Jesus da Cana Verde do Pomba, ponto de pouso para tropeiros. Em 1841 foi elevado a distrito do município de Rio Pomba. Em 1911 passou a se chamar Tabuleiro, vindo a emancipar-se de Rio Pomba no ano de 1953. (ALMG).

## Demografia
Sua população recenseada em 2022 era de 4 014 habitantes.

## Geografia
Localiza-se a uma latitude 21º21'32" sul e a uma longitude 43º14'52" oeste na Mesorregião da Zona da Mata, a uma distância de 274 km da capital Belo Horizonte e próximo das cidades de Rio Pomba, Ubá e Juiz de Fora.

### Relevo, clima, hidrografia
A altitude da sede é de 459 m. O clima é do tipo tropical com chuvas durante o verão e temperatura média anual em torno de 21 °C, com variações entre 15 °C (média das mínimas) e 27 °C (média das máximas). (ALMG)
O município faz parte da bacia do rio Paraíba do Sul, sendo banhado pelo rio Formoso, afluente do rio Pomba.